# تشاد بروك
تشاد بروك (بالإنجليزية: Chad Brock)‏ هو موسيقي ومغن مؤلف ودي جيه أمريكي، ولد في 31 يوليو 1963 في أوكالا في الولايات المتحدة.

## وصلات خارجية
- تشاد بروك على موقع ميوزك برينز (الإنجليزية)
- تشاد بروك على موقع أول ميوزيك (الإنجليزية)
- تشاد بروك على موقع ديسكوغز (الإنجليزية)